# 認知革命
认知革命為一场始于20世纪50年代的知识运动，对思维及其过程進行跨学科的研究，這些研究后来被统称为认知科学。相互交流的相关领域有心理学、人类学、语言学。认知革命使用了当时在人工智能、计算机科学、神经科学领域的新兴方法，早期认知心理学的重要目标是将科学方法应用于對人类认知的研究，透過人工智慧的计算模型來设计实验，在受控的实验室中系统地测试人类的心理过程。
一些重要的出版物引发了认知革命，包括心理学家乔治·A·米勒在1956年的文章《神奇的数字：7±2》（心理学最频繁引用的论文），语言学家诺姆·乔姆斯基的《句法结构》（1957）和《回顾b.f.斯金纳的言语行为》（1959），以及约翰·麦卡锡、马文·明斯基、艾伦·纽厄尔、赫伯特·西蒙等人工智慧領域的基礎著作，如1958年的文章《人类解决问题的理论元素》。烏爾里克·奈瑟（Ulric Neisser）在1967年的著作《认知心理学》也是一个里程碑。
20世纪60年代，哈佛大学认知研究中心以及加州大学圣地亚哥分校人类資訊处理中心，在开展认知科学学术研究方面发挥了重要作用。到了20世纪70年代早期，认知运动超越了行为主义成为一种心理范式。  20世纪80年代初，认知方法已经成为心理学领域大多数分支研究的主导方向。 

## 五个认知革命的主要想法
心理学家斯蒂芬·平克在他的著作《白板》（2002年），提出五個构成认知革命的关键观点：
1. 精神世界可藉由概念的資訊、计算、回馈而基於在物质世界之上。[12]
2. 心灵不可能是空白的，因为白板無法做任何事情。[13]
3. 有限的內心計畫可产生无限行为。[14]
4. 普遍的心理机制可能構成不同文化間的表面差异。[15]
5. 心灵是个复杂的系统，由许多相互作用的部分组成[16]